# لييتور
بلدية لييتور (بالإسبانية: Liétor) هي بلدية تقع في مقاطعة البسيط التابعة لمنطقة كاستيا لا مانتشا وسط إسبانيا.

## الديموغرافيا
بلغ عدد سكان بلدية لييتور 1.421 نسمة عام 2011 (وفقاً للمعهد الوطني الإسباني للإحصاء).
| 1.758 | 1.676 | 1.605 | 1.537 | 1.474 | 1.445 | 1.421 |